# Moulaye Ahmed Boubacar
Pour les articles homonymes, voir Boubacar (homonymie).
Moulaye Ahmed Boubacar (surnommé Baba Moulaye) est un homme politique malien né en 1962 à Tombouctou. Il est ministre de l'Agriculture dans le gouvernement de Boubou Cissé depuis mai 2019. 
Membre du Rassemblement pour le Mali (RPM), il fut également ministre du Développement industriel et de la Promotion des investissements (2018-2019), ministre des Transports et du Désenclavement (2018) ainsi que directeur général de l’Autorité routière malienne (2015-2018).

## Biographie

### Études
Moulaye Ahmed Boubacar naît en 1962 à Tombouctou (Mali). Au cours de ses études supérieures, il obtient une licence professionnelle en gestion des projets, un DEUG en économie et gestion d’entreprises, ainsi qu'un master en gestion des ressources humaines et communication.

### Carrière professionnelle
En 1993, Moulaye Ahmed Boubacar crée « Céréalier du nord », une société du secteur agroalimentaire qui décortique, emballe et commercialise du riz paddy dans la région de Gao, tout en transformant le son en nourriture pour bétail. Cette société reçoit un financement du Fonds européen de développement (FED). 
Il devient par la suite coordinateur d'ISCOS, une ONG qui aide et encadre les paysans. Pendant trois ans, il aide les producteurs de fruits et légumes de Sikasso à se regrouper en coopératives pour mieux commercialiser leur production. Durant cette période, il réintroduit la pomme de terre « Claustar », variété nécessitant moins d'engrais qui avait disparu depuis 1966 au Mali. Avec son équipe, il tente également d'assurer la souveraineté alimentaire de la région de Sikasso, en se concentrant sur la nutrition des jeunes enfants et des femmes en âge de procréer. Il devient également membre du Réseau ouest-africain des Organisations paysannes.
En 2015, il est nommé directeur général de l’Autorité routière malienne, jusqu'à sa nomination au gouvernement en 2018.

### Carrière politique
Moulaye Ahmed Boubacar rejoint tout d'abord l'Adema, mais démissionne pour intégrer en 2001 le mouvement « Alternative 2002 », puis le Rassemblement pour le Mali (RPM), dont il fonde la section de Sikasso. Il intègre plus tard le bureau politique national du parti, au sein duquel il devient secrétaire au développement rural et à l’environnement de 2007 à 2013, puis secrétaire au développement et aux infrastructures à partir de 2017,. 
Au cours de sa carrière politique, il devient chef de cabinet au sein du Ministère des Maliens de l'extérieur.
En février 2018, il fait son entrée au gouvernement en étant nommé ministre des Transports et du Désenclavement dans le gouvernement de Soumeylou Boubèye Maïga. Quelques mois plus tard, en septembre 2018, il est nommé ministre du Développement industriel et de la Promotion des investissements. Puis, il devient ministre de l'Agriculture au sein du gouvernement de Boubou Cissé le 5 mai 2019.
En février 2020, il est désigné secrétaire général de la section du RPM à Tombouctou.